# هنکه اسمارز
هنکه اسمارز (انگلیسی: Hanneke Smabers؛ زادهٔ ۱۹ اکتبر ۱۹۷۳) ورزشکار هاکی روی چمن اهل پادشاهی هلند است.
وی در مسابقات کشوری و بین‌المللی در مجموع برندهٔ ۲ مدال طلا، ۳ مدال نقره، ۱ مدال برنز شده‌است.